# Georg August zu Ysenburg und Büdingen in Philippseich

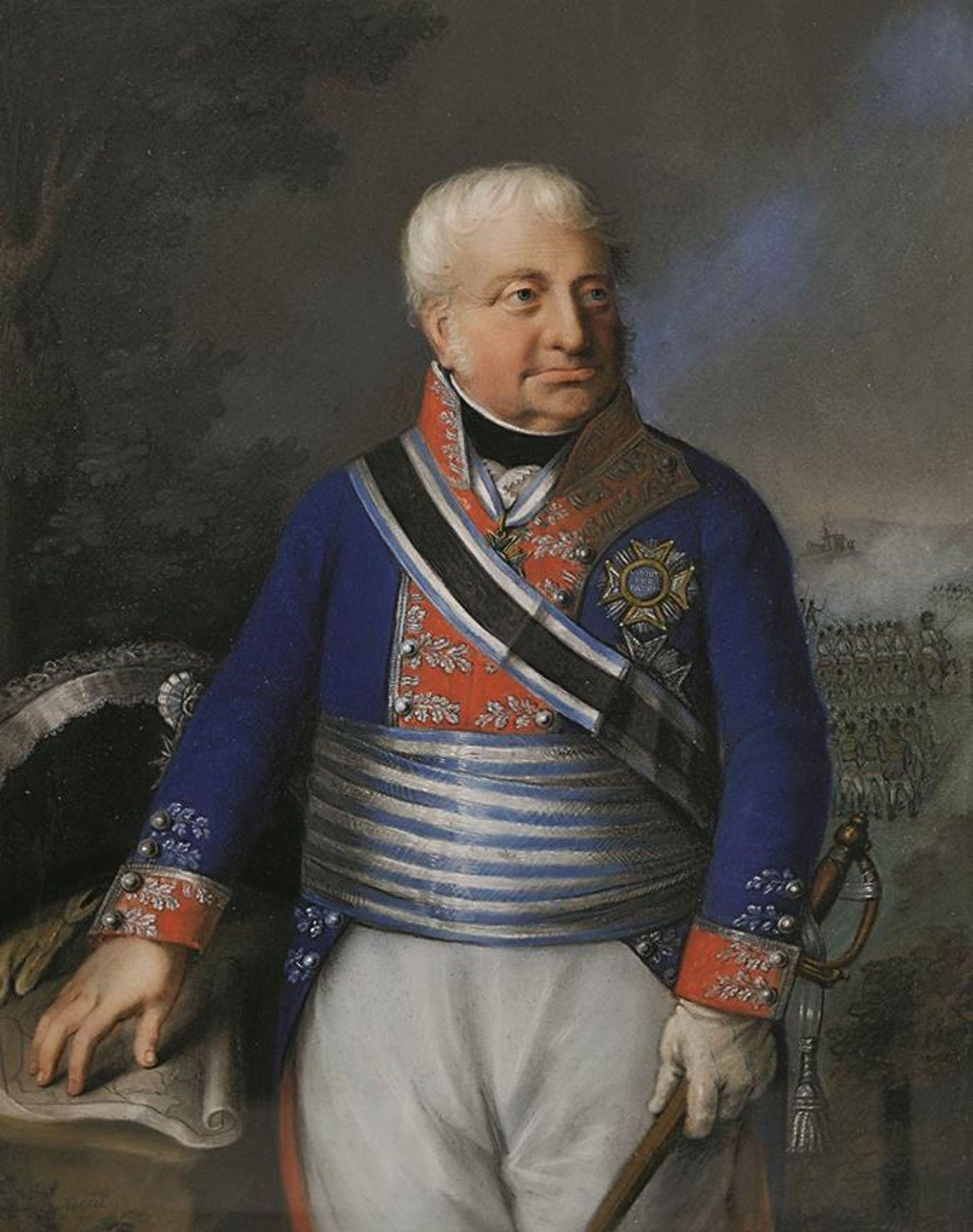
Georg August Graf von Ysenburg und Büdingen

Georg August zu Ysenburg und Büdingen in Philippseich (* 5. November 1741 in Schloss Philippseich, Landgrafschaft Hessen-Darmstadt; † 21. November 1822 in Nürnberg) war ein königlich bayerischer Generalleutnant und Reichsgraf.

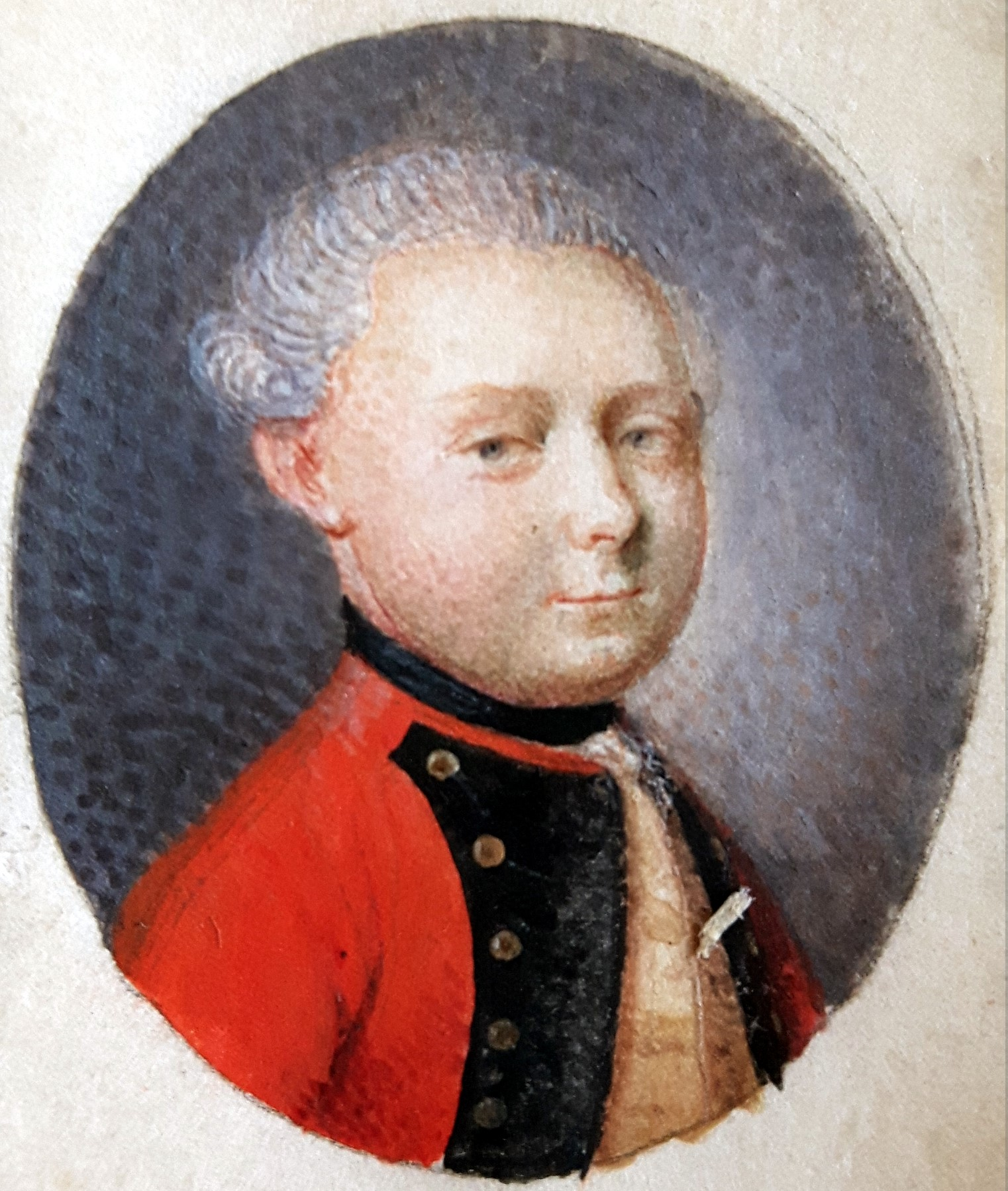

## Leben
Ysenburg wurde am 5. November 1741 als Sohn von Wilhelm Moritz II., Reichsgraf zu Ysenburg und Büdingen in Philippseich, und dessen Gattin Luise, geborene Gräfin zu Stolberg-Gedern, auf Schloss Philippseich geboren. Am 17. April 1748 wurde er zum Fähnrich im niederländischen „Baden-Badenschen“ Regiment zu Fuß ernannt, von dem er am 23. April 1759 als Fähnrich zum kurpfälzischen „Kurfürstin Leib-Dragoner“ Regiment wechselte. Daraufhin nahm er im Siebenjährigen Krieg an der Attacke bei Himmelskron (11. Mai 1759), an der Schlacht bei Lützen (20. Mai 1759), an der Attacke zu Schleitz (17. März 1761) und an weiteren Treffen teil.
Am 14. November 1761 bereits zum Stabskapitän in seinem Regiment, darauf am 30. Dezember 1767 zum Major im kurpfälzischen Infanterie-Regiment „General Rodenhausen“ befördert, erhielt Ysenburg den kurfürstlichen Auftrag vom 21. Mai 1775, in der Kommission zur Ausarbeitung neuer Reglements für die Infanterie, Kavallerie und Artillerie mitzuarbeiten. Am 1. Juli 1779 erfolgte die Beförderung zum Oberstlieutenant, am 22. April 1783 zum Oberst im Infanterie-Regiment „General Joseph Freiherr von Hohenhausen“. Nach einer kurzen Verwendung als Hofkriegsrat und Chef des Personal-Departements in Mannheim wurde er am 3. November 1789 zum Kommandeur des 3. Grenadier-Regiments ernannt. Vom 28. Februar 1790 bis 13. März 1791 führte er ein Exekutionskommando nach Oberkirchen im Rheintal gegen Rebellen des Kardinalfürstbischof von Straßburg. Nach seiner Beförderung zum Generalmajor (12. Juni 1791) wurde er am 28. März 1793 in das Hauptquartier des Königs Friedrich Wilhelm II. von Preußen versetzt, um dort die Interessen der Kurpfalz und seiner Untertanen zu vertreten. Hierbei nahm er als Beobachter am Feldzug gegen Frankreich 1793 und der Belagerung von Mainz teil.
Am 28. Februar 1794 zum Kommandierenden des kurpfalz-bayerischen Kontingents der Reichsarmee ernannt, führte Ysenburg es in den Feldzügen 1794 bis 1796 gegen Frankreich. Er zeichnete sich besonders bei den Gefechten bei Gundelfingen (7. August 1796), bei Medlingen (8. August 1796) und Geisenfeld (1. September 1796) aus. Nach der verlustreichen Schlacht bei Biberach (2. Oktober 1796) kehrte er nach München zurück. Für seine Leistungen erhielt er am 24. Oktober 1796 das Militär-Ehrenzeichen.
Am 10. Juni 1797 zum Generalleutnant befördert, wurde ihm das Provinzialkommando der bayerischen Armee in der Pfalz übertragen, das er bis 1802 innehatte. Am 31. März 1799 wurde er nach Auflösung seines alten 3. Grenadier-Regiments Inhaber des 12. Füsilier-Regiments „Belderbusch“ und am 16. Juni 1801 Inhaber des neu aufgestellten pfälzischen Infanterie-Regiments, aus dem zusammen mit dem fürstbischöflich bambergischen Infanterie-Bataillon am 21. März 1803 ein neues Infanterie-Regiment gebildet wurde, das mit Armeebefehl vom 27. März 1804 die Bezeichnung „Graf Ysenburg“ erhielt. Am 2. Juni 1802 besetzte Ysenburg im Zuge der militärischen Übernahme des Hochstifts Würzburg die Stadt und übernahm das Kommando über die dortigen Truppen. Am 27. September 1805 erfolgte die Ernennung zum Gouverneur in Würzburg und auf der Feste Marienberg. Nach dem Verlust Würzburgs im Jahre 1806 erhielt er den Befehl, das Kommando über die in Franken stehenden Truppen von Bamberg aus zu führen.
Mit Armeebefehl vom 1. März 1806 wurde er mit dem Großkreuz des Militär-Max-Joseph-Ordens ausgezeichnet.
Während des Feldzugs gegen Preußen 1806/07 nahm er am 26. November 1806 die Kapitulation der Feste Plassenburg bei Kulmbach entgegen und nahm die preußische Besatzung gefangen. Er übernahm im Jahre 1808 das Kommando über die 3. Division, danach wurde er am 24. September 1808 mit dem Generalkommando nach Nürnberg versetzt. Im Feldzug 1809 war er beauftragt, die Reserve für die Feldarmee zu bilden.
Am 1. Januar 1811 wurde Ysenburg aus Altersgründen in den Ruhestand versetzt. Er starb am 21. November 1822 in Nürnberg und wurde dort neben seiner Frau auf dem Militärfriedhof von St. Rochus begraben. Ein schlecht erhaltener Grabstein existiert noch, den sein ältester Sohn Wilhelm im September 1851 nach einem Entwurf des berühmten Architekten und Denkmalpflegers Carl Alexander Heideloff hat errichten lassen.
Sein Sohn Wilhelm Christoph Graf von Ysenburg-Philippseich (1782–1860) war bayerischer Generalmajor. Sein Enkel Ludwig von Ysenburg-Philippseich (1818–1889) war bayerischer Generalleutnant. Beide erhielten ebenfalls den Max-Joseph-Orden.

## Familie
Georg August heiratete am 24. August 1776 in Mannheim Therese Burkart (* 14. Januar 1755 Mannheim; † 10. August 1817 Nürnberg), Tochter des Johann Michael Burkart und der Luise Barbara N. Ihr Vater war angeblich Regimentsarzt oder Feldscher.
Sie hatten folgende sieben Kinder:
- Georg August (* 1779; † 1785 Mannheim)
- Wilhelm Christoph (* 1782 Mannheim; † 1860 München) ∞ Juliana von Normann (* 1787; † 1863)
- Friedrich (* 1787 Mannheim; † 1859 München) ∞ Maria Anna Suppus (* 1786; † 1856 München)
- Georg August (1791 Mannheim; † 1851 München) ⚯ Maria Anna Jäger, Tochter eines Zimmermeisters aus Haidhausen (* 1806/7 Haidhausen; † 8. März 1851 Haidhausen)
- Maximilian Joseph (* 1793; † 1794 München)
- Luise (* 1784; † 1785 Mannheim)
- Luise Barbara (* 1789 Mannheim; † 1870 Augsburg) ∞ Columbus Freiherr von Bender

## Ehrungen
- Ritter des kurfürstlichen Verdienstordens vom Pfälzer Löwen, ernannt am 27. August 1779
- Militär-Ehrenzeichen, verliehen am 24. Oktober 1796
- Großkreuz des Militär-Max-Joseph-Orden, verliehen am 1. März 1806
- Titel „Excellenz“, verliehen am 8. September 1814
- Erteilung des Namens „Ysenburger Fronte“ für die Vorwerke Nr. XXIII und XXIV der Festung Germersheim durch König Ludwig I. (für Georg August Graf Ysenburg und seinen Sohn Wilhelm Christoph), 26. März 1842